# Danh sách đơn vị hành chính Việt Nam khu vực Đông Bắc Bộ
Các đơn vị hành chính của Việt Nam thuộc các tỉnh thành miền núi và trung du vùng Đông Bắc Bộ (còn gọi là vùng Việt Bắc), thuộc địa bàn các tỉnh  Bắc Giang,  Bắc Kạn, Cao Bằng,  Hà Giang, Lạng Sơn, Phú Thọ, Thái Nguyên, và Tuyên Quang), bao gồm:

## Thống kê
| STT | Tên tỉnh    | Phường | Thị trấn | Xã  | Tổng |
| --- | ----------- | ------ | -------- | --- | ---- |
| 1   | Bắc Giang   | 10     | 17       | 182 | 209  |
| 2   | Bắc Kạn     | 6      | 7        | 95  | 108  |
| 3   | Cao Bằng    | 8      | 14       | 139 | 161  |
| 4   | Hà Giang    | 5      | 13       | 175 | 193  |
| 5   | Lạng Sơn    | 5      | 14       | 181 | 200  |
| 6   | Phú Thọ     | 17     | 11       | 197 | 225  |
| 7   | Quảng Ninh  | 72     | 7        | 98  | 177  |
| 8   | Thái Nguyên | 41     | 10       | 126 | 177  |
| 9   | Tuyên Quang | 10     | 6        | 122 | 138  |